# 봉화로 (인천)
봉화로(Bonghwa-ro)는 인천광역시 서구 왕길동에서 금곡동까지 연결되는 인천광역시의 도로로, 총 연장은 2.623 km이다.

## 유래
도로의 명칭이 유래된 것은 봉화촌이라 불리는 자연부락을 지나는 도로이므로 자연마을의 이름을 따서 명명되었다.

## 역사
- 2009년 9월 22일 : 도로명으로 봉화로를 고시

## 주요 경유지
- 서구
  - 왕길동 - 오류동 - 금곡동

## 접촉하는 도로
- 봉수대로
- 중봉대로
- 대곶검단로
- 단봉로
- 오동로
- 검단로

## 주요 건물 및 시설
- 드림파크어울림1단지 (봉화로 18/왕길동 697-1)
- 오류왕길동 행정복지센터 (봉화로 42/왕길동 692-5)
- 송화빌딩 (봉화로 51/오류동 1717-12)
- 벧엘빌딩 (봉화로 52/오류동 1720-6)
- 인천검단 힐스테이트3차 1단지 (봉화로 60-17/오류동 1719-2)
- 검단오류풍림아이원 (봉화로 78/오류동 1719-1)
- 동양비철금속 (봉화로 242/금곡동 351-3)
- 금곡세차장 (봉화로 252/금곡동 374)
- 인천자원 (봉화로 257/금곡동 378-4)

## 같이 보기
- 봉오대로